# Hyadengroep
De Hyadengroep is een groep van sterren die in het Melkwegstelsel in dezelfde richting bewegen als de Hyaden. Dit volgt uit hun eigenbeweging en radiële snelheid. Leden van de groep hoeven niet meer in de buurt van de Hyaden te staan.
Mogelijk zijn het sterren die ontsnapt zijn aan de aantrekkingskracht van deze open sterrenhoop. Er zijn echter ook andere theorieën die de beweging van deze sterren verklaren, zoals verstoringen door de binnenste Lindbladresonantie in het Melkwegstelsel. 

## Leden
- Aldebaran
- Alkurhah
- Capella
- Cor Caroli
- Gienah Ghurab
- Kaus Borealis
- Nashira
- Vindemiatrix